# Georg Strand
Georg Strand, född 1648 i Norrköping, Östergötlands län, död 24 februari 1702 i Södra Vi församling, Kalmar län, var en svensk präst.

## Biografi
Georg Strand föddes 1648 i Norrköping och döptes 9 mars samma år. Han var son till hattmakaren Anders Hansson och Katarina Hennick. Strand blev 1669 student vid Uppsala universitet och prästvigdes 27 juni 1674. Han blev 1674 huspredikant hos E. Bagge på Mem och 1676 krigspräst. Strand blev 1682 kyrkoherde i Södra Vi församling och avled 1702 i Södra Vi socken.

### Familj
Strand gifte sig 1682 med Bengta Krönstrand (1653–1749), dotter till kyrkoherden Ericus Winnerstadius i Södra Vi församling och Sara Dyk. De fick tillsammans barnen kyrkoherden Anders Strand i Näsby församling, kyrkoherden Erik Strand i Malexanders församling, Sofia Strand (1689–1749), Catharina Strand som var gift med kyrkoherden Johannes Älf i Marbäcks församling och Beata Strand (1693–1779).